# Masters of the Universe: The Movie
Masters of the Universe: The Movie ist ein Computerspiel von Gremlin Graphics Software aus dem Jahre 1986 auf Basis der Action-Figuren-Reihe Masters of the Universe. Es erschien zeitgleich mit der gleichnamigen Kinoverfilmung. Bedingt durch das kurz darauf folgende Ende der Action-Figuren-Reihe handelte es sich gleichzeitig um das letzte klassische Masters-of-the-Universe-Videospiel.

## Handlung
Die Handlung des zugrundeliegenden Films wurde so gut wie gar nicht übernommen. Zentrale Elemente aus dem Film wie der Kosmische Schlüssel kommen nicht vor. Andere Charaktere als He-Man und Skeletor treten ebenfalls nicht auf.
Im Videospiel ist es die Aufgabe von He-Man, acht Saiten zu finden. Diese sind in einer weit verzweigten Stadt versteckt, in der es von Skeletors Gefolgsleuten wimmelt. Wenn man diese gefunden hat, gilt es den entscheidenden Kampf gegen Skeletor zu bestehen.

## Kritik
Masters of the Universe: The Movie krankte bereits an den noch heute bekannten Fehlern von sogenannten Filmumsetzungen. Das Spielprinzip war eintönig und der Umfang zu gering. Damalige Fachzeitschriften konnten das Spiel, wenn überhaupt, nur Masters-of-the-Universe-Fans empfehlen.